# Otto Friemel
Otto Friemel (* 12. Dezember 1896 in Gernrode; † 26. März 1975 ebenda)
war ein deutscher Politiker (KPD/SED). Er war Mitglied des Landtages des Freistaates Anhalt und nach 1945 Bürgermeister seiner Heimatstadt.

## Leben
Friemel, Sohn einer Arbeiterfamilie, war unter anderem als Arbeiter im Eisenhüttenwerk AG Thale tätig. 1916 wurde er als Soldat zum Kriegsdienst im Ersten Weltkrieg eingezogen. Von 1919 bis 1922 war er Arbeiter in einer Streichholzfabrik, von 1922 bis 1933 erneut im Eisenhüttenwerk Thale beschäftigt.
1922 trat er der KPD bei. Am 24. April 1932 wurde Friemel für die KPD in den Landtag von Anhalt gewählt.
Nach der „Machtergreifung“ der Nationalsozialisten 1933 verbrachte Friemel einige Wochen in „Schutzhaft“. Ab 1936 war er Forstarbeiter beim Forstamt Gernrode. Nach dem gescheiterten Attentat auf Hitler am 20. Juli 1944 wurde er im Rahmen der „Aktion Gewitter“ erneut festgenommen.
Nach Kriegsende 1945 trat Friemel wieder der KPD bei und wurde 1946 Mitglied der SED. Von 1945 bis 1954 war er als Bürgermeister seiner Heimatstadt tätig, zeitweise war er auch Leiter des Arbeitsamtes Gernrode. Zuletzt fungierte er als Kaderleiter im Kreisbaubetrieb.